# Batalla de Guadalupe
La Batalla de Guadalupe tuvo lugar el 5 de septiembre de 1866, en el pueblo de  Guadalupe de Ures, en el estado de Sonora durante la Segunda Intervención Francesa en México.
El general Ángel Martínez, mayor general de las Brigadas Unidas de Sinaloa y Sonora, con 1400 hombres pertenecientes a los Batallones 1.º y 2.º de Sonora mandados por los coroneles Próspero Salazar Bustamante y José Tiburcio Otero, "Cazadores de Occidente" del coronel Bibiano Dávalos; "Defensores de Sinaloa"del teniente coronel Salva, la "Guerrilla Exploradora" y una sección de caballería que dirigía el mayor José J. Pesqueira, derrotó el 5 de septiembre de 1866 en el pueblo de Guadalupe, municipio de Ures, a una columna de cerca de mil soldados imperialistas comandados por los generales Emilio Langberg y Refugio Tánori. Éstos apoyaron sus posiciones en las casas de la población, con cuatro piezas de artillería; pero la carga de infantería y caballería republicanas quebrantaron toda resistencia, las piezas fueron tomadas por el cuerpo de "Cazadores". Langberg fue muerto en el combate y los imperialistas huyeron en completa dispersión. El parte del general Martínez expresa:

...Tuvimos 10 muertos y 18 heridos: el enemigo 42 muertos; sus heridos aun no se encuentran porque tal vez están refugiados en los montes.

Propiamente los heridos fueron rematados de acuerdo con el sistema de guerra despiadada que el general Martínez y sus macheteros ejercían, por eso no aparecieron.